# Teorie napětí (sociologie)
Teorie napětí (anglicky strain theory) je myšlenkový rámec, který je od doby svého vzniku hojně využíván v sociologii a kriminologii. Vysvětluje existenci zločinu (a antisociálního chování obecně) jako důsledek napětí v jedincích vyvolaného okolním prostředím. Podle původního autora teorie, R. K. Mertona, za zločiny stojí přehnaný společenský důraz na některé kulturní cíle a očekávání, že každý je dokáže splnit. Nerovné příležitosti pak vedou znevýhodněné jedince k plnění těchto cílů protiprávními cestami.
Merton mluvil především o ekonomickém napětí. Albert K. Cohen při zkoumání delikvence mládeže teorii doplnil o napětí ve formě postrádaného statusu. Mezi další autory rozvíjející teorii patří Robert Agnew, Steven Messner a Richard Rosenfeld.

## Vznik teorie a Mertonovo chápání anomie
Teorie napětí, jak ji popsal v roce 1938 americký sociolog Robert King Merton, se odvíjí od anomie. Jedná se o přímou návaznost na Durkheima, který vidí anomii jako reálný sociální stav vyvolaný rozpadem hodnotových a normativních systémů. Podle Mertona ale jde o důsledek napětí v jedinci, který se začne chovat nonkonformně ve snaze nabýt jinak nedosažitelných společenských hodnot.

### Kritika amerického snu
Problém nastává, pokud jsou společenské hodnoty či kulturní cíle společností ceněny více než institucionální prostředky pro jejich naplnění. Merton jako příklad uvádí americký sen, ve Spojených státech hojně rozšířenou víru, podle níž je v zemi schopný tvrdou prací zbohatnout každý. Lidé s nízkým vzděláním a špatným finančním zabezpečením jsou však v této snaze silně znevýhodněni. Nachází se tedy pod tlakem společnosti a zároveň jsou jim upřeny možnosti, jak legitimně zbohatnout za pomoci institucionálních prostředků.
Merton tak vysvětluje, proč ve Spojených státech, kde je čistě teoreticky velká sociální mobilita a nízká úroveň chudoby, dochází ke zločinu stejně tak jako v zemích chudších. Není to pouze chudoba, která motivuje kriminalitu, ale velkou roli hraje i hodnotový systém společnosti. Ta americká je podle Mertona orientovaná především na vítězství nad konkurencí a na osobní zisk, ne tolik na dodržování pravidel rovné soutěže. Hodnotová nerovnováha vede následně k napětí v celém systému, rozpadu regulatorních struktur a antisociálnímu chování jedinců.

## Obecná teorie napětí
Jakožto odpověď na kritiku Mertonovy teorie napětí vyvinuli sociologové Robert Agnew, Steven Messner a Richard Rosenfeld obecnou teorii napětí (anglicky general strain theory). Dle této teorie vede napětí (jako například násilí a diskriminace) k negativním emocím jako jsou vztek, frustrace a strach, což zvyšuje pravděpodobnost spáchání zločinu.
Agnew argumentuje tím, že kriminalita je nejvíce běžná mezi těmi lidmi, kteří zažívají negativní životní události, jako například rozvod nebo finanční problémy. Dále tvrdí že kriminalita pochází z neschopnosti vyhnout se bolestivým prostředím, jako například školní prostředí, kde jsou problémy v interakci s učiteli.
Proto podle Agnewa existují 3 základní druhy napětí:
1. Napětí z toho, že lidé ztratí něco, čeho si váží. Například jim někdo ukradl peníze, jejich přítel zemřel nebo je opustil partner.
2. Napětí z toho, že je s námi zacházeno negativním způsobem, například verbální nebo fyzické zneužití.
3. Napětí u lidí, kteří nejsou schopni dosáhnout svých cílů, například nejsou schopni vydělat tolik peněz nebo dostat tolik respektu, kolik by chtěli.

### Další dělení napětí
Obecná teorie napětí rozlišuje mezi napětím objektivním a subjektivním, a dále mezi zažitým, zprostředkovaným nebo očekávaným napětím.
Objektivní napětí přichází díky zážitkům a událostem, které většina lidí z dané skupiny nemá ráda, zatímco subjektivní napětí je výsledkem událostí a zážitků, které nemá rád jeden konkrétní člověk nebo část skupiny. Většina výzkumníků se ptá na úrovně objektivního napětí – jestli jedinci zažili události, které výzkumníci považují za negativní, avšak je důležité zvážit, že některé takzvané negativní události mohou být pro určité lidi pozitivní, a naopak.
Zažité napětí je napětí přímo vyzkoušené určitou osobou. Zprostředkovaná napětí jsou napětí zažitá ostatními, většinou těmi, vůči kterým se jedinec cítí ochranářsky, jako rodina a přátelé. Jako poslední zmiňuje očekávané napětí, což je napětí, které jedinec očekává, že zažije, zvláště někdy v blízké budoucnosti.

### Příklady napětí
Agnew dále uspořádal následující seznam typů napětí, které nejpravděpodobněji povedou ke zločinu:
- Rodinné – rodičovské odmítnutí, zneužívání a zanedbávání dětí, manželské problémy, zesměšňování, výhrůžky, řev, fyzické tresty
- Školní – špatné známky, negativní vztah studenta a učitele, šikana, negativní vztahy s vrstevníky
- Ekonomické – nepříjemné úkoly v práci, malá autonomie, nízký plat, nízká prestiž, omezené možnosti pro povýšení, nezaměstnanost, bezdomovectví
- Diskriminační - založené na faktorech jako jsou rasa, gender a náboženství

Obecná teorie napětí dále poukazuje na faktory, které se snaží vysvětlit, proč jsou někteří jedinci náchylnější k tomu spáchat zločin než jiní:
- Nízká schopnost vyrovnat se s napětím konvenčním způsobem
- Držení prostředků ke spáchání zločinu, jako například fyzická síla a schopnost prát se
- Nízká finanční a emocionální podpora a přímá pomoc při vyrovnávání se s napětím
- Nízká kontrola společnosti, málo důvěry v konformitu
- Kriminální přátelé
- Negativní emoce a nízké zábrany
- Situace kde následky zločinu jsou nižší a benefity vyšší

## Teorie sebevražd podle Zhanga
Teorii sebevražd definoval Jie Zhang v titulu Psychological strains and youth suicide in rural China a doplnil tím Teorii napětí.
Zatímco kriminalita většinou zahrnuje násilí páchané na třetí osobě, sebevražda je násilí, které jedinec páchá na osobě vlastní, bez dalších fyzických obětí. Obojí může vycházet z napětí, které přineslo negativní emoce, jako jsou například vztek, deprese a nespokojenost. Je třeba si uvědomit, že napětí není totéž co stres či tlak. Lidé často zažívají stres, ale napětí zažívat nemusejí. Rozdíl je v tom, že na rozdíl od stresu a tlaku, které mají svůj původ většinou jen v jednom důvodu, je napětí zpravidla výsledkem působení dvou protichůdných společenských tendencí. Extrémním případem řešení napětí je pak sebevražda.
Napětí může vést k negativním emocím a/nebo duševním poruchám, včetně zneužívání návykových látek, a může předcházet jinému deviantnímu chování, jako jsou majetkové trestné činy a osobní útoky. Tyto emoce pak mohou plnit funkci mediátoru ve vztahu napětí a sebevraždy. Naopak umírňující funkci v tomto vztahu plní sociální integrace, sociální regulace i psychologické faktory jako například osobnost jedince. Jedinec dobře integrovaný do sociálních institucí (rodina, zaměstnání, církev, škola) se může nacházet v menším riziku potenciálního sebevražedného chování, přestože zažívá významné napětí. Tyto faktory hrají důležitou roli při odlišování jedinců, kteří by mohli spáchat sebevraždu, od těch, kteří procházejí srovnatelným napětím, ale sebevraždu nespáchají.
Podle Zhanga existují 4 typy napětí, které by mohly předcházet sebevraždě. Napětí samotné pak musí vždy pocházet alespoň ze dvou sobě protichůdných společenských tendencí. Pokud nejsou tendence protichůdné, nevzniká napětí.

### Rozdílné hodnoty
Pokud se dvě společenské hodnoty, které se navzájem vylučují, střetávají v životě jedince, zažívá tento jedinec hodnotové napětí. V případě, kdy v jedincově životě hrají obě hodnoty stejně důležitou roli, dochází k významnému napětí, ale pokud má daný jedinec své preference, k napětí nedochází.
Jedná se o případy, kdy jsou obě tyto protichůdné sociální skutečnosti osobním přesvědčením postiženého. Například člen sekty může zažívat napětí, pokud jsou tradiční kultura i kultovní náboženství považovány za důležité faktory v každodenním životě člena sekty. Dalším příkladem je druhá generace imigrantů do USA, neboť se musí řídit rodinnou a kulturní tradicí, ale zároveň tradicí americkou. Hodnotové napětí zažívají také ženy v Číně, kde je komunistickou stranou prosazováno rovnostářství, ale zároveň je zde praktikována sexuální diskriminace pěstovaná konfuciánstvím. Dále se s tímto typem napětí setkáváme v rozvojových zemích, kde se jedinci potýkají s tradičním kolektivismem a zároveň s moderním individualismem.

### Realita vs. aspirace
K aspiračnímu napětí dochází, pokud existuje rozpor mezi aspiracemi nebo nejvyšším touženým cílem a realitou, která brání jedinci v jejich dosažení. Lidé v USA žijí ve vidině amerického snu, a proto mohou často očekávat, že budou v budoucnu bohatí, ale ve skutečnosti nejsou příležitosti pro všechny stejné kvůli jedincově sociálnímu statusu. Aspiracemi však mohou být i například přijetí na konkrétní školu, sňatek s určitou osobou nebo dosažení jistého společenského či politického cíle. Čím větší je rozpor mezi aspiracemi a realitou, tím větší bývá napětí.

### Relativní deprivace
V situaci, kdy si ekonomicky chudý jedinec uvědomí, že jiný jedinec ze stejných poměrů žije lépe, může se u něj vyskytnout deprivační napětí. Protichůdnými faktory tu pak jsou jedincova vlastní chudoba a cizí ekonomická úspěšnost. Pokud žije jedinec v chudobě, avšak bez možnosti komparace, nezažívá většinou negativní emoce. Ale v polarizované společnosti, kdy chudí a bohatí žijí pohromadě, jsou lidé náchylnější k tomu, aby cítili jistý rozpor. Zvýšená deprivace indikuje relativně vyšší napětí pro jednotlivce.

### Nedostatečné zvládání
Napětí při nedostatečném zvládání vzniká, když jedinec nedokáže řešit životní krizi. Protichůdné sociální tendence jsou životní krize, vyžadující kapacitu k jejich zvládnutí. Ne všichni, kdo zažívají krizi, zažívají i napětí. Krizí může být například i každodenní tlak a stres, a ti, kteří se s nimi nedokáží vyrovnat, se mohou setkávat s napětím. Krize jako jsou rozvod, ztráta peněz, sociálního statusu nebo blízké osoby, mohou vést k vážnému napětí u osoby, která neví, jak se se situací vypořádat. Například středoškolák, který je vysmíván a ponižován, může procházet velkým napětím, pokud neví, jak tuto situaci správně řešit. Čínská venkovská žena, která bývá často ukřivděna ze strany tchyně, může zažívat napětí, pokud není psychicky připravena vyhledat pomoc u ostatních členů rodiny nebo vesnice.
Čím menší má jedinec predispozice a kapacitu na zvládnutí krize, tím větší může potenciální napětí být.